# イリューヒン
イリューヒンは、ゆでたまごの漫画『キン肉マンII世』に登場する架空の人物。
アニメ版の声優は遠近孝一。

## 概要
初登場は、復活超人オリンピック ザ・レザレクション編「超人オリンピック、開始!!」。ロシア出身のロボ超人。飛行機遺伝子（エアクラフトジェネティック）により様々な飛行機に変形して戦う。体内に内蔵されたジャイロコンパスにより、重力を無視するような四次元殺法を得意としている。頭部のマスクは目の部分が伸縮し「イリューヒンソナー」になる。
超人オリンピック ザ・レザレクションに出場し、最終予選「二人三脚でZEI ZEI!」でミートとコンビを組み、準決勝でケビンマスクに敗北し地面に激突するところを彼に助けられた。そのためミートには恩義を感じており、アイドル超人として再登場した悪魔の種子編では、ミートを助けるために命を張って戦った。その後はキン肉万太郎たちと行動を共にする。
初登場時は所属こそ正義超人として超人オリンピックに出場したが、その性格は冷酷でオリンピック予選で多くの超人を躊躇い無く殺害する程無慈悲な残虐超人だった。精神的にも完全に正義超人となった後でも、目的達成のために手段を選ばないようなファイトや言動をする面は多少残っている。作者・ゆでたまごはメカニカルな外観、様々な飛行機に自在に変化したりと格好良いと、好きな超人の1人として挙げている。

## 略歴

### 超人オリンピック ザ・レザレクション出場
超人オリンピック ザ・レザレクションロシア予選を突破し、ロシア代表として出場。罵倒・妨害する超人を惨殺し、順調に予選を突破する。最終予選「二人三脚でZEI ZEI!」では優位に進めるため、ミートを捕まえ強制的に（アニメでは抽選により）パートナーに選ぶ。思惑通り、ミートはイリューヒンにアドバイスに送り予選を突破。彼に握手を求めるが、手を払いのけられる。
イリューヒンはシード権を得て、勝ち上がってきたデストラクションを2回戦で難なく破る。準決勝第2試合にてケビンマスクと対戦。スカイキューブ・リングにおいても胸部のジャイロ・コンパスによる直立能力によりケビンマスクの脳天激突技を無効化し、四次元殺法で追い詰める。しかし仕掛けに気付いたケビンは胸部を破壊、さらにジャイロ・コンパスを逆回転させ機能を狂わせられる。さらにメイルストローム・パワーを発揮した彼から立て続けに必殺技を食らい続け、「OLAP」で両腕を破壊され敗北、キャンバスから投げ落とされる。飛び出したミートに受け止められ一命を取り留めるが、ミートはアキレス腱断裂と全身打撲の重傷を負ってしまう。
ゆでたまごは「当初、決勝戦はイリューヒンVS万太郎にしようと思っており、その方がミートの立場は微妙になっていたかもしれない」と後に語っている。
第2回キャラクター人気投票では第5位、第3回キャラクター人気投票では第11位にランク入りしている。

### アイドル超人として
「悪魔の種子編」では、ケビンマスクによりちぎられた両腕を治療していたが、万太郎の危機を救うため、完治していない体でスカーフェイスをリーダーとしたアイドル超人軍（スカーフェイス、ケビンマスク、ハンゾウ、イリューヒン、バリアフリーマン）を結成。ジェネラル・パラストのゲートバリヤーを通過しデーモンシードに痛めつけられる万太郎を救い、出雲大社の「ジェネラル・フット」でメルトダウンと対戦する。
自分をキャンバスの落下から助けてくれたミートを救うために奮闘し、メルトダウンの超人ナビによるウィークポイントをついた攻撃や、ミートの腕を「鬼出しの釜」にかける心理攻撃により窮地に追い込まれるが、ミートの胴体からの激励を受け迷いを克服。超人ナビの機能を遮断することで封じ、自分は機械に頼らない第六感によるシベリアンタルラーナで奇襲に成功。最期は「ザ・タービュレンス」に捉え、メルトダウンをKOした。劣勢に追い込まれながらもミートへの思いにより地対空の死闘に勝利する。しかしサタンの罠によりメルトダウンの道連れにされ、パラストに沈んで消息不明となる。
その後、悪魔の胎内で正義超人の骸で出来た大黒柱骨の一部にされ、その状態で万太郎の足場となったため首が取れてしまうが、最後にはリボーンダイアモンドにより他のアイドル超人と共に復活した。

### 究極の超人タッグ編
時間超人ライトニングとサンダーにより肉体消滅の危機にあるケビンマスクを救うために、「タイムワープの8超人」として20世紀へタイムワープ。バリアフリーマンと「火の玉・飛爺隊」を組み「究極の超人タッグ」に出場。
突如行われた「間引きバトルロイヤル」にてザ・マシンガンズ（キン肉マン、テリーマン）を救うため、時間超人と闘うが苦戦。その後、万太郎とコンビを組んだ3代目キン肉マングレート（カオス）に希望を見出し、彼を救うためにヘル・イクスパンションズ（ネプチューンマン、セイウチン）のクロス・ボンバーを受け顔を剥がされる。顔をはがされた後、頭部に搭載されたブラックボックスを介したバリアフリーマンとの会話の中で過去、父親より友情（ドルージバ）の大切さを聞かされたことが明かされた。
その後、リザーブマッチでのザ・テガタナーズVS世界五大厄にて霊体として時間超人の伝説破壊鐘に苦しむジェロニモを救い、ブラックボックスから放たれる音波をジェロニモのアパッチの断末魔と共鳴させ、サンダーの伝説破壊鐘を逆破壊した。
2回戦のヘルズベアーズ対ヘル・イクスパンションズにおいては同じく顔を剥がされたチェック・メイトやスカーフェイスと共にセイウチンの前に現れ、彼を説得し、正義超人に戻すことに成功する。その後は死亡したカオスの残したピラリアの花の起こした奇跡により、剥がされた顔は完治していた。

## 主要対戦成績
- シングルマッチ
  - ○ザ・クラブマン（デス・ママリオート）
  - ○ザ・イーグル（ジェット固め）
  - ○デストラクション（ザ・タービュレンス）
  - ×ケビンマスク（OLAP）
  - ○メルトダウン（ザ・タービュレンス）
- タッグマッチ
  - 究極の超人タッグ・間引きバトルロイヤル敗退

## 得意技
自らの体を様々な飛行機に変形させる飛行機遺伝子（エアクラフトジェネティック）をベースに様々な派生技を駆使する。
デス・ママリオート
両腕を主翼に、両足を尾翼に変えた旅客機形態。主翼を使いラリアットの要領で相手を切り裂く。
ステルス遺伝子
F-117への変形。保護色と併せて相手から完全に身を隠す。
スピットファイアー遺伝子
スピットファイアへの変形。
ミグ遺伝子
Mig-25への変形。鋭い機首での突撃。
ヴィタルリオート遺伝子
アパッチへの変形。ブレードローターの回転によるシベリアンタルラーナ、またはレニングラードの黒いトゥネーリに派生。
B-29遺伝子
B-29への変形。強力なエンジンで強引に相手ごと上昇するだけのパワーがある。
フロッガー遺伝子
MiG-23への変形。
0戦遺伝子
0戦への変形。タッグ技TOKKO・ATTACKに派生。

### シングル技
シベリアンタルラーナ
うつ伏せにダウンしている相手の背中を目掛け、アパッチに変化してプロペラで切り裂く。メルトダウン戦では上空から奇襲を仕掛けることで背中を切り裂いている。
ザ・タービュレンス
相手をフルネルソンに捕らえて上空に舞い上がり、回転しながら垂直落下のスープレックスを決めるイリューヒンの必殺技。
地獄の世界一周
オースイ・スープレックスを連発しながら次々へと側面リングを渡っていく、側面直立能力のあるイリューヒンならではの技。
レニングラードの黒いトゥネーリ
アパッチへと変化し、プロペラの回転で岩盤を掘削し、その破片でトンネルを作り出す。メルトダウン戦で使用し、敵の超人ナビの弱点を突いた。なおトゥネーリとはトンネルを意味する。
ジェットコーティング
時空船建造の溶接作業にて使用。肘から炎を放出する。

### タッグ技
TOKKO・ATTACK（トッコー・アタック）
零戦、またはMiG-29へと変形し、バリアフリーマンの操縦により相手に目掛け突っ込んでいく技。
煩悩払い吊り鐘
相手をそれぞれメキシカン・カンパーナに捕らえて、その顔面同士をぶつける技。

## プロフィール
- 分類 - 正義超人 / ロボ超人
- 出身地 -  ロシア[1]
- 身長体重 - 227cm 176kg[1]
- 超人強度 - 120万パワー[1]
- 家族 - 父（故人）
- 好物 - 鴨肉のローストレバーソース[4]

### 異名
- 赤き死の飛行機（ママリオート）[5]
- ジェット超人[6]
- ピロシキ野郎[7]
- 飛行機野郎[8]
- 全てを斬り裂く非情な翼[9]
- 空を翔ける碧き翼[9]

### 主な肩書き
- アイドル超人軍
- タイムワープの8超人[10]

## コンピュータゲーム
『キン肉マン ジェネレーションズ』にて初登場。
『キン肉マン マッスルグランプリ』シリーズでは『キン肉マン マッスルグランプリMAX』にて「サバイバル」を進めると登場する隠しキャラクターとして初登場。『キン肉マン マッスルグランプリ2』ではプレイヤーキャラクターとして最初から登場する。